# مرشد العسل الأكبر
مرشد العسل الأكبر أو دليل المناحل الأكبر (الاسم العلمي: Indicator indicator) (بالإنجليزية: Greater Honeyguide)‏ هو نوع من الطيور يتبع جنس مرشد العسل من فصيلة مرشدات العسل.